# Уилсон, Герберт
Герберт Хейдон Уилсон (англ. Herbert Haydon Wilson, 14 февраля 1875, Мельбурн, Австралия — 11 апреля 1917, Ипр, Бельгия) — британский игрок в поло, чемпион летних Олимпийских игр 1908.
На Играх 1908 Уилсон выступал за команду Роухэмптон, которая, выиграв оба матча против других команд, стала победительницей и получила золотые медали.